# 芨芨湖
芨芨湖（維吾爾語：چىغلىق كۆل‎），位于中华人民共和国新疆维吾尔自治区昌吉回族自治州奇台县东北部的一座干湖，呈西北－东南走向，长约10千米，宽2～5千米，面积约35平方千米。228省道从湖区中部穿过，将湖盆分为东西两部分，东部湖盆称骆驼井子，西北部湖盆称黄草湖。历史上，芨芨湖为奇台、木垒交界处天山北坡众多中小河流的尾闾湖，主要有开垦河、英格堡河、水磨沟河、东城河和木垒河等注入。近代随着农业开垦入湖河水锐减，湖泊补给逐渐转为地下，20世纪50年代芨芨湖已成为沼泽湿地，80年代后逐渐成为干湖。
湖盆南缘228省道（青河－土园仓公路）与327省道（奇台－北山煤窑公路）交汇处设有准东经济技术开发区芨芨湖产业园。